# Space disco
Space disco, también conocido como sci-fi disco en Estados Unidos o cosmo-rock (ruso: космо-рок) en la URSS y en los países cercanos a la misma, es un subgénero del eurodisco que tuvo una duración breve y que se hizo popular en la escena disco europea hacia 1976–1977, antes de que decayese su popularidad y se transformase en un movimiento de culto en Europa Oriental en los primeros 1980.
El space disco se inspiraba tanto por la música disco como por las obras de ciencia ficción de directores como George Lucas (la saga de la Guerra de las Galaxias), Andrei Tarkovsky (Solaris y Stalker) y Steven Spielberg (Encuentros en la tercera fase). La principal idea detrás del género era la exploración de las maravillas del espacio exterior por el ser humano, y muchos grupos solían aparecer con vestuario robótico, iluminación láser o pantallas en sus actuaciones en vivo. De alguna forma, estos artistas vestían inspirados por el glam rock pero de un modo futurista, lo que suponía en ocasiones llevar trajes de cosmonauta o de alien, cinturones brillantes, imitaciones de pistolas, etc.
Al alcanzar Europa Oriental tras 1980, buena parte de esta imaginería futurista fue dejada de lado, ya que las autoridades socialistas no autorizaban vestir de esa forma "inapropiada"[cita requerida].

## Artistas de space disco significativos
- Araxis
- Boney M (Nightflight To Venus)
- Cerrone
- Daft Punk
- Dee D. Jackson (Automatic Lover).
- Droids
- Donna Summer (I Feel Love y Our Love)
- Kano
- Kebekelektrik
- Koto
- Ganymed
- Giorgio Moroder
- Harald Grosskopf
- Laserdance
- Meco Monardo
- Patrick Cowley
- Proxyon
- Sarah Brightman (durante sus días con Hot Gossip).
- Sheila B. Devotion (Spacer).
- Stardust
- Space
- Space Project
- Sylvester
- Tantra
- Tame Impala (Journey To The Real World)
- The Weeknd (Take My Breath)
- Thomas Bangalter
- Todd Terje
- Yuri (Algunas canciones del álbum Yo Te pido Amor)
- Yuji Ohno

.

## Éxitos de space disco significativos

### 1977
- Cerrone - "Supernature"
- Donna Summer - "I Feel Love"
- Droids - "The Force"
- Kebekelektrik - "Magic Fly"
- Meco - "Star Wars Theme/Cantina Band|Star Wars: Title Theme"
- Rockets - "Space Rock"
- Space - "Magic Fly"
- Space Project - "Conquest of the Stars"
- Universal Robot Band - "Space Disco"

### 1978
- Chromium - "Fly on UFO"
- Automat - "Droid"
- Sarah Brightman - "(I Lost My Heart To a) Starship Trooper"
- Galactic Force Band - "Theme from Star Trek"
- Dee D. Jackson - "Automatic Lover"
- Laurie Marshall - "Disco Spaceship"
- Ganymed - "Saturn"
- Mistral - "Starship 109"
- Giorgio Moroder - "Battlestar Galactica"
- Plastic Bertrand - "Tout Petit La Planete"
- Boney M. - "Nightflight To Venus un"
- Kraftwerk - "Spacelab", "Metrópolis", "The Model"

### 1979
- Amanda Lear - "Black Holes"
- Player One - "Space Invaders"
- Sheila & B. Devotion - "Spacer"
- Sylvia Love - "Extraterrestrial Lover"

### 1980
- Kano - "I'm Ready"

### 1982
- Sylvester - "Don't Stop"
- Sylvester con Patrick Cowley - "Do You Wanna Funk?"

### 1985
- RAH Band - "Clouds Across the Moon"
- Yuri - "Carrillón"

## New Space Disco
Últimamente en diversos foros de internet se ha comentado la posibilidad de una catalogación de canciones pertenecientes a artistas como Stardust, Together, Daft Punk, Benjamin Diamond, Lifting Higher, Mr. Oizo, Thomas Bangalter, Knightlife, Le Knight Club entre muchos otros de New Space Disco. El género estaría basado en las melodías del Space Disco pero con efectos experimentales, electrónicos y house, así como algunos toques de new age, Drum and bass, mambo, clásica y metal. A continuación se destacan algunas canciones New Space Disco:
- Stardust - "Music Sounds Better With You"
- Together - "Together"
- Dua Lipa - "Levitating"
- Daft Punk - "Fresh"
- Daft Punk - "High Fidelity"
- Daft Punk - "Indo Silver Club"
- Daft Punk - "The Crescendolls"
- Tame Impala - "Journey To The Real World"
- Daft Punk - "Around The World"
- Benjamin Diamond - "In Your Arms"
- Lifting Higher - "And Love You Every Morning"
- Mr. Oizo - "Jo"
- Knightlife - "Crusader"
- Knightlife - "Discotirso"
- Le Knight Club - "Coral Twist"
- Le Knight Club - "Palm Beat"
- Le Knight Club - "Mirage"
- Thomas Bangalter - "Club Soda"
- Thomas Bangalter - "Colossus"